# Liste des monuments aux morts de Reims
Cet article recense les monuments aux morts dans l'espace public de Reims, en France.

## Liste
| Œuvre                                                                        | Auteur                                                | Localisation                      | Notes | Installation | Coordonnées                      | Illustration                                                                 |
| ---------------------------------------------------------------------------- | ----------------------------------------------------- | --------------------------------- | --- | ------------ | -------------------------------- | ---------------------------------------------------------------------------- |
| Monument aux morts de la première guerre mondiale                            | architecte Henri Royer et le sculpteur Paul Lefebvre. | Place de la République            | | 1930         | 49° 15′ 43″ nord, 4° 01′ 50″ est | Monument aux morts                                                           |
| Mémorial à Jean Mackenzie et à tous les aviateurs tombés sur le sol français |                                                       | Rue Jean Mackenzie                | |              | 49° 17′ 33″ nord, 4° 00′ 08″ est | Mémorial à Jean Mackenzie et à tous les aviateurs tombés sur le sol français |
| Borne Vauthier                                                               | Paul Moreau-Vauthier                                  | Avenue de Laon                    | |              | 49° 16′ 49″ nord, 4° 00′ 48″ est | Borne Vauthier, Reims                                                        |
| Borne Vauthier                                                               | Paul Moreau-Vauthier                                  | Route de Witry                    | |              | 49° 16′ 07″ nord, 4° 04′ 10″ est | Image manquante                                                              |
| Borne Voie de la Liberté                                                     |                                                       | Boulevard de la Paix              | |              | 49° 15′ 14″ nord, 4° 02′ 26″ est | Borne Voie de la Liberté                                                     |
| Monument aux morts, 132e RI, 332e RI, 46e RTI                                | Émile Fanjat, Paul Lefebvre                           | Place Léon Bourgeois              | | 1925         | 49° 15′ 29″ nord, 4° 02′ 07″ est | Monument aux morts, 132e RI, 332e RI, 46e RTI                                |
| Gisant de l'abbé Miroy                                                       | René de Saint-Marceaux                                | Cimetière du Nord                 | | 1871         | 49° 15′ 45″ nord, 4° 01′ 58″ est | Gisant de l'abbé Miroy                                                       |
| Monument aux héros de l'Armée noire                                          | Paul Moreau-Vauthier, Jean-François Gavoty            | Parc de Champagne                 | Réplique du monument de Paul Moreau-Vauthier érigé à Bamako, détruit en 1940                             | 2013         | 49° 14′ 25″ nord, 4° 03′ 24″ est | Monument à l'Armée Noire                                                     |
| Monument aux morts de la bataille de Reims                                   |                                                       | Cimetière du Nord                 | |              | 49° 15′ 44″ nord, 4° 01′ 57″ est | Monument aux morts de la bataille de Reims                                   |
| Colonne commémorative de la bataille de Reims                                | Louis Péchenard-Wary                                  | Parc de la Cure d'Air (Reims)     | | 1908         | 49° 14′ 48″ nord, 4° 00′ 30″ est | Colonne commémorative de la bataille de Reims                                |
| Stèle à Georges Hébert                                                       |                                                       | Parc de Champagne                 | | 1955         | 49° 14′ 18″ nord, 4° 03′ 13″ est | Stèle à Georges Hébert                                                       |
| Monument en hommage aux infirmières du monde                                 | Charles Girault, Denys Puech                          | Place Aristide-Briand             | | 1924         | 49° 15′ 27″ nord, 4° 02′ 21″ est | Monument à la gloire des infirmières françaises                              |
| Monument aux martyrs de la Résistance et de la déportation                   |                                                       | Hautes-promenades                 | |              | 49° 15′ 38″ nord, 4° 01′ 43″ est | Monument aux martyrs de la Résistance et de la déportation                   |
| Monument aux morts de La Neuvillette                                         |                                                       | Rue Jules Corpelet                | |              | 49° 17′ 20″ nord, 4° 00′ 21″ est | Monument aux morts de La Neuvillette                                         |
| Monument aux morts de la Première Guerre mondiale                            |                                                       | Cimetière de l'Ouest              | |              | 49° 14′ 28″ nord, 4° 00′ 20″ est | Monument aux morts de la Première Guerre mondiale                            |
| Monument commémoratif Rhin et Danube                                         |                                                       | Boulevard de Lattre-de-Tassigny   | |              | 49° 15′ 36″ nord, 4° 01′ 42″ est | Monument commémoratif Rhin et Danube                                         |
| Monument aux soldats africains                                               |                                                       | Avenue du Général-Giraud          | Élevé en remplacement de la réplique du monument de Paul Moreau-Vauthier érigé à Bamako, détruit en 1940 | 1963         | 49° 14′ 27″ nord, 4° 03′ 11″ est | Monument aux soldats africains                                               |
| Monument aux sportifs rémois                                                 |                                                       | Parc de Champagne                 | |              | 49° 14′ 25″ nord, 4° 03′ 26″ est | Monument aux sportifs rémois                                                 |
| Le Champ d’Émotion                                                           | Patrice Alexandre                                     | Square des Victimes-de-la-Gestapo | |              | 49° 15′ 14″ nord, 4° 01′ 34″ est | Monument aux victimes de la Gestapo                                          |
| Monument aux morts tombés en Afrique                                         |                                                       | Cimetière de l'Est                | |              | 49° 15′ 56″ nord, 4° 03′ 24″ est | Monument aux morts tombés en Afrique                                         |
| Monument aux morts tombés pour la conquête de Madagascar                     |                                                       | Cimetière de Laon                 | |              | 49° 16′ 51″ nord, 4° 01′ 05″ est | Monument aux morts tombés pour la conquête de Madagascar                     |
| Monument aux soldats russes                                                  |                                                       | Parc Saint-Remi                   | | 2014         | 49° 14′ 39″ nord, 4° 02′ 31″ est | Monument aux soldats russes                                                  |
| Monument aux victimes de la peste                                            |                                                       | Place Colin                       | | 1899         | 49° 15′ 03″ nord, 4° 01′ 15″ est | Monument aux victimes de la peste                                            |
| Monument à la mémoire des Victimes des atrocités allemandes                  |                                                       | Avenue du 18 Juin 1940            | |              | 49° 13′ 50″ nord, 4° 00′ 55″ est | Monument à la mémoire des Victimes des atrocités allemandes                  |
| Monument aux Morts pour la France en Opération Extérieure                    |                                                       | Hautes-promenades                 | |              | 49° 15′ 35″ nord, 4° 01′ 39″ est | Monument aux Morts pour la France en Opération Extérieure                    |
| Mémorial Lieutenant Colonel Pierre BOUCHEZ                                   |                                                       | Hautes-promenades                 | |              | 49° 15′ 37″ nord, 4° 01′ 41″ est | Mémorial Lieutenant Colonel Pierre BOUCHEZ                                   |